# فهرست کتاب‌های کردی‌زبان

## قصه‌های کردی
شماره قصه‌های کردی را که بیت نامیده می‌شوند، حدود دویست عدد می دانند.
- مم و زین
- لاس و خزال
- خج و سیامند
- زنبیل‌فروش
- شیخ فرخ و خاتون استه
- قلعه دم‌دم
- رشته مروارید
- بهرام و گلندام
- بهنسا
- احمد شنگ
- دوره هفتوانه
- دوره دامیار
- رستم‌نامه
- رستم و زردهنگ
- شیرین و شفیع
- گوران‌شاه
- میرامه
- یوسف و سلیم
- ئه رکان به یتی
- به گله ر به گی به یتی
- پیری به یتی
- شیرن و خوسره و
- عه زیز و ته کوش
- عه ین و ره عنا
- پیره دار به یتی
- خه جه دوم
- زه ینه ل و گوزه ل
- شاکه و مه سورخان
- شمس
- پییاوی پیر و کچی جحیل
- جه مین و کوهه ر
- حوسین چاپانی
- که شکان به یتی
- که للهٔ به یتی (به یتی جمجمه سولتانی)
- لانکی ئه سمه ری
- جوله کان به یتی
- فه رمان و گولی
- فه ریاد و ناسریه
- فه رنتی و شفیع
- فه قی خه لوزی
- که بکی سه با
- که ری توپیو
- که نیله :(به گفته آقای سید نجم الدین انیسی این بیت را بیتخوانی به نام حسین در عشق یک دختر یهودی که معروف به که نیله بوده گفته است. بعد از رواج آن در میان مردم، لفظ که نیله به نام بیتخوان مزبور افزوده شده‌است).
- کولاباد
- کیژ و کور
- له یل و به ینه
- له یلی و فه تح بگ
- میرزا شه فیع
- میرزا قه لای خاو
- میر فه تاحی بارزان
- نه خش
- نه خشی بیست و یه ک
- وه نه وه ش و به رزا
- دوبرالان به یتی
- سه رچه م به یتی
- سوسنیان به یتی
- باغی سینه می به یتی
- پادشای روژهه لات و روژآوایه به یتی
- ئه ستی ره شی به یتی
- رسالهٔ عشق شرح ادبی ـ عرفانی منتخبی از اشعار سید عبدالرحیم تایجوزی مشهور به مولوی کرد، اثر دکتر سوران کردستانی محقق و نویسنده کرد

## رمان‌ها
- درد ملت (ژانی گه‌ل) - نوشته ابراهیم احمد
- شهر (شار) - نوشته حسین عارف
- گل شوران (گولی شوران) - نوشته عطا نهائی
- گرو بخت هلالە (گرەوی بەختی هەڵاڵە) - نوشته عطا نهائی

- شیون گاو (گابۆڕ) - نوشته سیدقادر هدایتی

- گردنبند عزازیل (تۆقی عەزازیل) - نوشتە سیدقادر هدایتی

- گورشهر (گۆڕەشار) - نوشته سیدقادر هدایتی

- سایەسنگ (بەردینە) - نوشته سیدقادر هدایتی

- غروب پروانه (ئیوارهٔ په‌روانه) - نوشته بختیار علی
- آخرین انار دنیا (دواهه مین هه ناری دونیا) - نوشته بختیار علی
- حصار و سگ های پدرم - نوشتهٔ شیرزاد حسن
- شبان کرد (شوانا کورد) - نوشتهٔ عرب شمو
- دمدم - نوشته عرب شمو
- ژیانا به‌خته‌وه‌ر - نوشته عرب شمو
- هوپو - نوشته عرب شمو
- روشن مانند عشق، تیره مانند مرگ (روونی مینا ئه‌وینه تاری مینا مِرنه) - نوشته محمد اوزون
- در سایه ی عشق - نوشته محمد اوزون
- تو - نوشته محمد اوزون
- مرگ پیرمرد زیباروی - نوشته محمد اوزون
- از روزهای اَودال زِینیک - نوشته محمد اوزون
- فریاد دجله - نوشته محمد اوزون
- پساب - (کورده‌ره) نوشته خسرو جاف
- کدخدا سیوه (کویخا سیوه) - نوشته عزیر ملای رش
- گرگ و بز (گورگ و بزن) - نوشته عزیز ملای رش
- پل - نوشتهٔ عزیز ملای رش
- پیشمرگ - نوشته رحیم قاضی
- مسئله وجدان - نوشته احمد مختار جاف
- آشتی کردستان - نوشته محمد صالح سعید
- گدازش (توانه‌وه) - نوشته غفور صالح عبدالله
- منبع بلا (کانگهٔ به‌لا) - نوشته حسام برزنجی
- ئاگر مه‌لۊچ - نوشتهٔ عباس جلیلیان (ئاکو) - نخستین رمان به زبان کردی جنوبی
- اتاق نشیمن (دیوه‌خان) - نوشته محمد رشید فتاح
- بوهجین - نوشته نافع ئاکره‌یی
- پرستشگاه عشق (په‌ریستگه‌یی دلداری) نوشته اسماعیل رسول
- نازه - نوشته اسماعیل روژبیانی
- صعود به سوی چکاد (هه‌لکیشان به‌ره‌و لوتکه) - نوشته عبدالله سراج
- تاتریک، سانێگ لە بان ئاو - مازیار نظربیگی
- پاڵتاوێگ ئه‌ڕاێ که‌ێخودا - مازیار نظربیگی
- چه‌مێگ ک وه‌ل خوه‌ێا به‌ێده‌مان - کیومرث بلده
- گورگ و ته‌م - کیومرث بلده (مجموعه داستان)
- وڕاوه‌یل و هۊرفام ئه‌سپ - چنگیز اقبالی (ئازاد)
- چاوشاره کی - سراج بناگر - انتشارات پرتو بیان ۱۳۸۶
- قولولولوو - سراج بناگر - انتشارات کالج ۱۳۹۲
- ریوی جامقولیباز (مجموعه داستان) - انور ناصری - انتشارات کالج ۱۳۹۲

## کتاب‌های دینی
در میان ایزدی‌ها متون کوتاه مختلفی خوانده می‌شود که بیشتر نام «قول» دارند، مانند «قول ملک طاووس»، «قول شور راستی»، «قول شیخ سین» و غیره.
- سرانجام
- ره ش
- کتاب جلوه
- عقیده مرضیه نوشته مولوی کرد